# Józef Robakowski

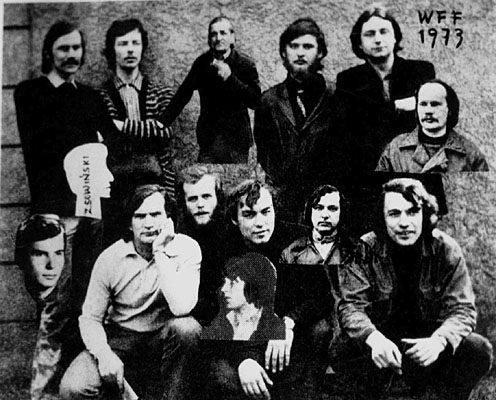
Miembrios del Warsztat Formy Filmowej. Józef Robakowski es el tercero por la derecha contando por abajo.

Józef Robakowski (Poznan, 20 de febrero de 1939) es un cineasta y fotógrafo experimental polaco.

## Biografía
Robakowski estudió Historia del Arte y Museología en la Universidad Nicolás Copérnico de Toruń y en la Escuela Nacional de Cine, Televisión y Teatro de Łódź, donde posteriormente fue profesor. Vive y trabaja en Łódź; estuvo casado con la actriz Małgorzata Potocka y tiene una hija.
En la década de 1960, Robakowski comenzó como fotógrafo y cineasta (formato de 35 y 16 mm). A partir de 1974 utilizó una cámara de vídeo, lo que le convirtió en uno de los miembros de la primera generación de videoartistas polacos. Una de sus películas más conocidas, From My Window, se realizó entre 1978 y 2000.
Durante el Festival de Cine Experimental de 1971 en Knokke-Heist, Bélgica, Robakowski utilizó un espejo durante la proyección de Test I para dirigir la luz del proyector directamente al público. Para la película de 1971, Test II, Robakowski no utilizó una cámara de cine. La luz, debido al procesamiento manual de la tira de película, se proyectaba sobre la pantalla directamente desde el proyector. Robakowski amplió los métodos clásicos de proyección añadiendo perforaciones a la película para que los destellos de luz no filtrada interrumpieran la imagen a intervalos irregulares, rompiendo la comodidad y la oscuridad de la sala de cine.

I am interested in "pure screen". My TEST —the film from 1971— being the simplest emission of light upon a screen, reveals that power. In psychological terms it works excellently. Actually, it works till it hurts, as cinema projection is about really strong beam of light, about an energetic force which computer screen doesn't have at all. Cinema is the power of light, the very magic of it.
Józef Robakowski

La luz también desempeñó un papel crucial en la obra de 1993 1, 2, 3, 4..... Por su parte, Attention: Light!, de 2004, fue creada en colaboración con Wiesław Michalak y Paul Sharits. Acompañados por la Mazurka op. 68 n.º. 4 de Frédéric Chopin, ocho manchas de color alternadas pulsan en diferentes intensidades de luz al ritmo de la música del piano.
Robakowski fue cofundador de los grupos de artistas de vanguardia Zero-61 (1961 a 1969) Oko, Pętla y Krąg (1965 a 1967). Participó en la organización de Warsztat Formy Filmowej (1970 a 1977) y Stacja Ł (1991-1992). Organiza exposiciones y dirige la Galería Exchange en Łódź desde 1978. .Robakowski es miembro de la Asociación Internacional de Artistas.
A lo largo de su carrera ha realizado exposiciones en la Bienal de São Paulo (1973), la Bienal de Sídney, Australia (1982), el Centro Pompidou (1983), la Neuer Berliner Kunstverein de Berlín (1993), en el Museo de Arte Moderno de Nueva York (1998) o la Bienal de Arte Contemporáneo de Moscú (2007).